# Andreas Gayk

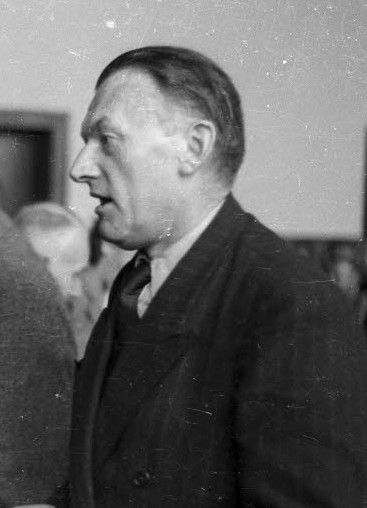
Andreas Gayk 1948

Andreas Gayk (* 11. Oktober 1893 in Kiel; † 1. Oktober 1954 ebenda) war ein deutscher Sozialdemokrat. Er war nach dem Zweiten Weltkrieg Oberbürgermeister von Kiel und betrieb den Wiederaufbau der zerstörten Stadt.

## Leben
Zur Welt kam Andreas Gayk in Gaarden, das damals noch kein Teil von Kiel war. Sein Vater arbeitete als Tischler auf einer Werft. Nach dem Besuch der Volksschule begann Gayk zunächst eine kaufmännische Lehre, die er jedoch abbrach, um als Journalist bei einer SPD-Parteizeitung in Lüdenscheid zu arbeiten. Nach der Teilnahme am Ersten Weltkrieg kehrte er nach Kiel zurück. Hier war er 1919 Mitglied des Arbeiter- und Soldatenrates. Er trat in die Redaktion der Schleswig-Holsteinischen Volkszeitung ein, deren Lokalredakteur er ab 1926 war. Er war schleswig-holsteinischer Landesvorsitzender der Reichsarbeitsgemeinschaft der Kinderfreunde. 1927 organisierte er auf dem städtischen Gut Seekamp die erste Kinderrepublik der „Kinderfreunde“, an der 2.000 Kinder teilnahmen. Eine Dokumentation der „roten Kinderrepublik“ erschien 1929. In der Zeit des Nationalsozialismus wurde die Volkszeitung verboten und Gayk kurzzeitig inhaftiert. Einer weiteren Verfolgung entging er durch den Wohnortswechsel nach Berlin. Hier arbeitete er als Schriftleiter im Verlag Dr. A. Ristow, der von Juni 1933 bis August 1935 die regimekritische Wochenzeitschrift Blick in die Zeit herausgeben konnte. Die Geschäftsleitung hatte Kurt Exner übernommen. Die Zeitschrift wurde 1935 ebenfalls verboten. Bis zu dessen Festnahme arbeitete Gayk bei Blick in die Zeit auch mit Rudolf Küstermeier zusammen. Dieser führte mit anderen 1933 die linkssozialistische Widerstandsgruppe Roter Stoßtrupp an. Im Auftrag von Küstermeier soll Gayk die illegale Zeitung Roter Stoßtrupp 1933 in Kiel verteilt haben. 1936 übernahm Gayk als freier Mitarbeiter von Otto Suhr wissenschaftliche Recherchen, die Suhr für seine Artikel in der Frankfurter Zeitung und im Magazin Deutscher Volkswirt verwendete. Im Januar 1937 begannen Gayks Tätigkeiten in der pharmazeutischen Industrie, und zwar ab dem 1. April 1939 als Handelsvertreter für die Chemischen Werke Albert-Wiesbaden-Biebrich. Am 26. Juli 1943 wurde Gayk zur Berliner Hilfspolizei eingezogen. 1946 übernahm er in Kiel die Chefredaktion der wiederbegründeten Schleswig-Holsteinischen Volkszeitung.
Verheiratet war Andreas Gayk mit Frieda Gayk. Aus der Ehe gingen zwei Söhne hervor, die im Zweiten Weltkrieg fielen. Nach dem Krieg wohnte das Ehepaar in einem genossenschaftlichen Mehrfamilienhaus (Virchowstraße 2/1. Etage rechts/Ecke Westring). 1954 bezog es eine Wohnung in der Eichendorffstraße.

## Politik
Seit 1911 war Andreas Gayk Mitglied der SPD Schleswig-Holstein. Danker und Lehmann-Himmel charakterisieren ihn in ihrer Studie über das Verhalten und die Einstellungen der Schleswig-Holsteinischen Landtagsabgeordneten und Regierungsmitglieder der Nachkriegszeit in der NS-Zeit als Protagonisten der Arbeiterbewegung und daher als „oppositionell-gemeinschaftsfremd“.
Nach dem Tag der Befreiung zählte er zu den Wiederbegründern der Parteiorganisation. Zur Vorbereitung der ersten Bezirkskonferenz hatte sich im Sommer 1945 in Kiel eine Organisationsgruppe konstituiert, der neben Andreas Gayk auch Karl Ratz, Heinrich Fischer und Wilhelm Kuklinski angehörten. Entgegen einem Verbot der britischen Militärregierung wurde am 27. und 28. Oktober 1945 in Kiel eine erste Bezirkskonferenz abgehalten.
Auf dem 1. Bezirksparteitag (heute Landesparteitag) der SPD Schleswig-Holstein am 10. März 1946 in Neumünster wurde Gayk zum 3. Vorsitzenden der Bezirksorganisation gewählt. Seit dem 2. Bezirksparteitag, der am 7. Juni 1947 in Bad Segeberg stattfand, gehörte Gayk dem erweiterten Bezirksvorstand an. Im Mai 1948 wurde er zum Vorsitzenden der Bezirksorganisation gewählt. In dieser Eigenschaft erlebte er im Juli 1954 auf dem Bezirksparteitag den Zusammenschluss mit der 1946 abgespalteten Sozialdemokratischen Partei Flensburg (SPF).
Am 11. Mai 1946 wählten die Delegierten des Parteitages in Hannover Andreas Gayk in den Parteivorstand. Seine erste Wiederwahl als Beisitzer erfolgte auf dem Nürnberger Parteitag (29. Juni bis 2. Juli 1947). Vorstandsmitglied blieb er bis zu seinem Tod. Auf dem Düsseldorfer Parteitag (11.–14. September 1948) verlas Gayk für den erkrankten Kurt Schumacher dessen programmatische Rede. Manche Delegierte sahen in Gayk den „Kronprinzen“ der Partei. Nach dem Tod von Schumacher im Jahre 1952 wiederholten sich die Spekulationen über eine Wahl Gayks zum Parteivorsitzenden.

### Abgeordneter
Von 1945 bis 1950 gehörte Gayk der Kieler Ratsversammlung an. Stadtverordneter war er schon in der Weimarer Republik seit 1927 gewesen. Vom 26. Februar 1946 bis zum 9. April 1947 gehörte er dem Ernannten Landtag in beiden Ernennungsperioden an. Am 20. April 1947 erfolgte seine Wahl in den Schleswig-Holsteinischen Landtag. Die SPD hatte bei der Landtagswahl in Schleswig-Holstein 1947 dank des Wahlrechtes mit 43 Sitzen die absolute Mehrheit erhalten, so dass Hermann Lüdemann (SPD) zum Ministerpräsidenten gewählt werden konnte. Von 1947 bis 1950 stellte die SPD die Landesregierung. Vom 26. Februar bis zum 11. November 1946 war Gayk Vorsitzender des Landtagsausschusses für Landesplanung und vom 11. April 1946 bis zum 10. Oktober 1950 Vorsitzender der SPD-Fraktion. Gayk war stets als direkt gewählter Abgeordneter des Landtagswahlkreises Kiel-Ost in den Landtag eingezogen. Gayk saß im Parlamentarischen Rat, der in Bonn seit dem 1. September 1948 das Grundgesetz für die Bundesrepublik Deutschland (für die Trizone) ausarbeiten sollte. Gayk gehörte dem Fraktionsvorstand an, zu dessen Vorsitzenden die SPD-Fraktion Carlo Schmid wählte.

### Öffentliche Ämter
Am 11. März 1946 wählte die von der Britischen Besatzungsmacht ernannte Ratsversammlung den Zeitungsherausgeber Willi Koch zum Oberbürgermeister und Andreas Gayk zum Bürgermeister, der in dieser Eigenschaft das Amt für Stadtplanung und Wiederaufbau übernahm.

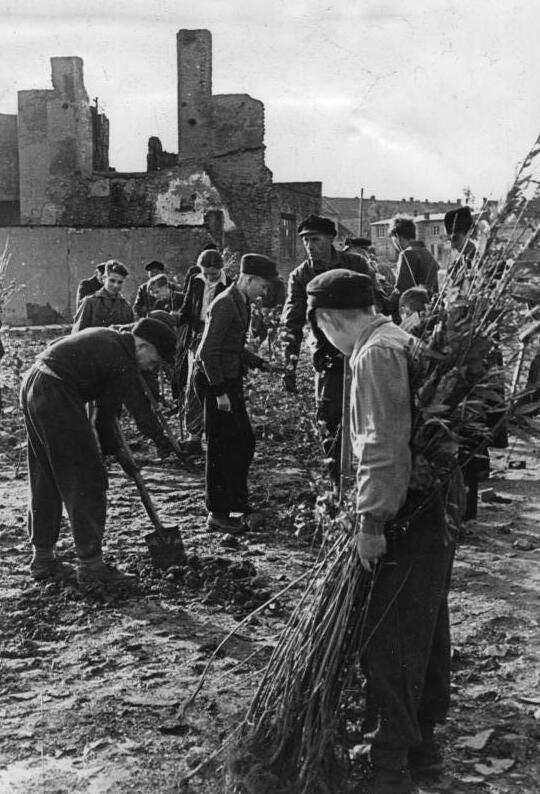
Schüler der Hebbelschule (Kiel) beim Pflanzen junger Bäume (1948)

Am 13. Oktober 1946 wurde – erstmals in der Nachkriegszeit in Deutschland – die Ratsversammlung frei gewählt. In ihrer ersten Sitzung am 18. Oktober 1946 wählte sie Gayk zum Oberbürgermeister von Kiel. Zu dieser Zeit hatte die von der Besatzungsmacht verfügte Kommunalordnung noch Gültigkeit: Der Oberbürgermeister war politischer Repräsentant und Vorsitzende der Stadtverordnetenversammlung, wogegen ein Oberstadtdirektor die Verwaltung leitete. Zum Leiter des Presseamtes ernannte Gayk den Journalisten Friedrich Wendel.
Nachdem der schleswig-holsteinische Landtag die Kommunalordnung revidiert hatte, kam es am 24. Oktober 1948 zu Neuwahlen in den Kreisen und Städten. Die neue Kieler Ratsversammlung wählte wiederum Andreas Gayk zum Oberbürgermeister. Eine nochmalige Revision der Kommunalordnung führte schließlich die Magistratsverfassung ein, so dass die Ratsversammlung Andreas Gayk am 20. Mai 1950 zum Oberbürgermeister mit einer Amtszeit von neun Jahren wählte.
In diesem Amt brachte Gayk es in der durch die Luftangriffe auf Kiel besonders schwer getroffenen Landeshauptstadt zu großem Ansehen. Er stellte sich gegen die von den Briten geplante Demontage (Reparation) der Industrieanlagen auf dem Ostufer. Unter dem Schlagwort Bürger bauen eine Stadt forcierte Gayk die Aufräumarbeiten und den Wiederaufbau der zu 80 % zerstörten Stadt. Geräumte Trümmerflächen, die nicht sofort bebaut werden konnten, wurden nach seiner Idee mit jungen Bäumen bepflanzt. Bei der Beschaffung der Setzlinge aus den Baumschulen war der damaligen Pinneberger Landrat Walter Damm behilflich. Noch heute gibt es in Kiel einige Reste dieser sogenannten Gaykwäldchen.
Andreas Gayk sorgte auch für die Wiederauflage der Kieler Woche.
Das Ehrengrab von Andreas Gayk befindet sich auf dem Alten Urnenfriedhof, Eichhofstraße, Feld 45

## Ehrungen
- 1954: Großes Bundesverdienstkreuz
- 1955: Kulturpreis der Stadt Kiel

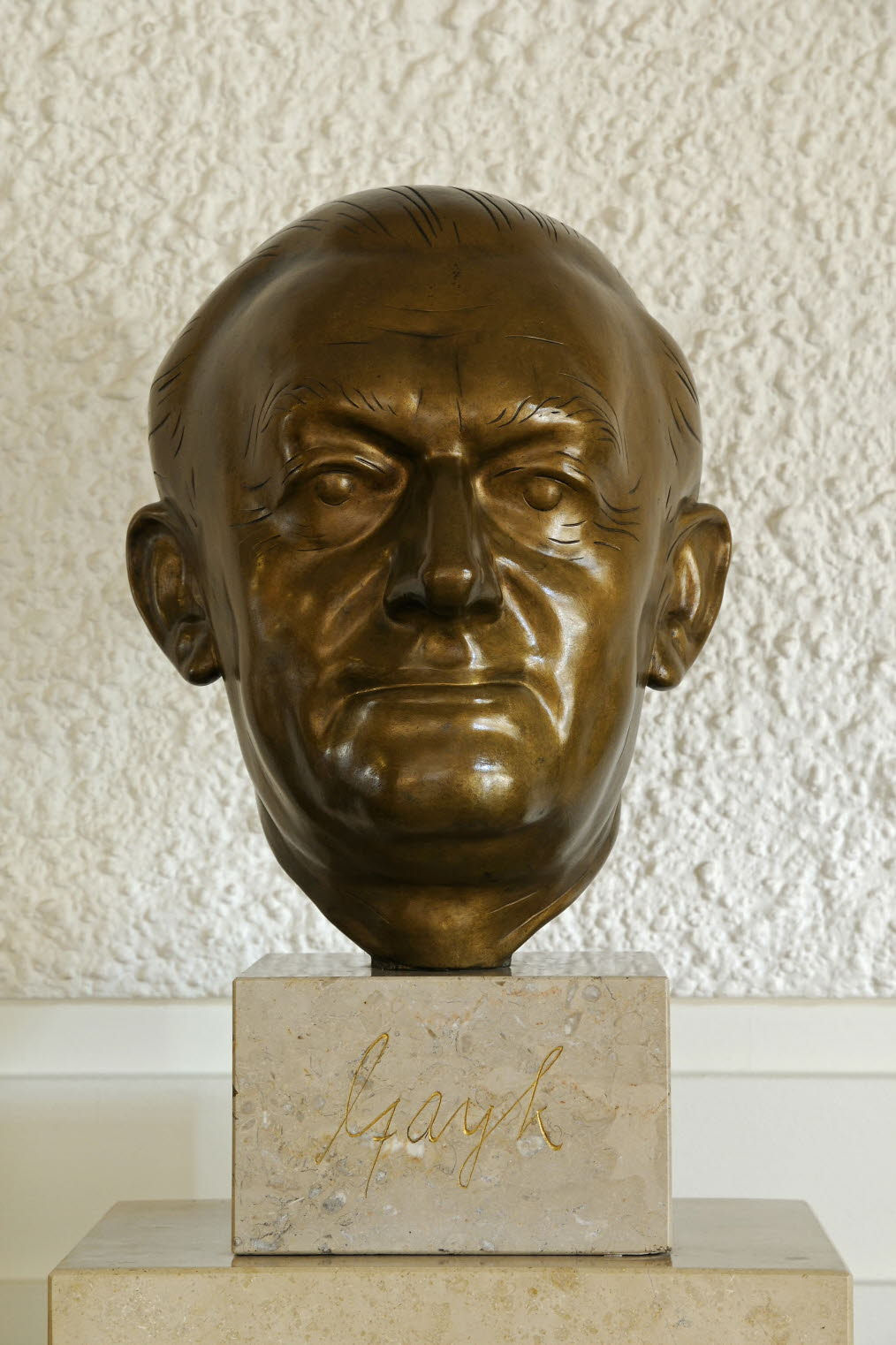
Büste von Andreas Gayk im Rathaus

- 1970: Stiftung der Andreas-Gayk-Medaille, Kiels zweithöchster Auszeichnung[13]
- Andreas-Gayk-Straße in der Stadtmitte, zuvor Neue Straße

## Historisches Tondokument
- Aufbau der Stadt Kiel. Interview mit Andreas Gayk am 22. August 1952 (10:30 min.) In: Christa Geckeler, Jürgen Jensen (Hrsg.): Historische Tondokumente. Vol. 1: Bürger bauen eine neue Stadt. (CD 73:00 min.) Gesellschaft für Kieler Stadtgeschichte 2002.